# Pío Vallerna
Pío Vallerna Retola (Vitoria, 5 de mayo de 1755-Madrid, 5 de enero de 1791) fue un grabador en hueco español.

## Biografía
Natural de Vitoria, donde nació en 1755, se dedicó en los principios a la escultura con su tío, Roberto Michel. Pasó después al grabado en hueco bajo la dirección de Tomás Francisco Prieto, al mismo tiempo que asistía a los estudios de la Real Academia de Bellas Artes de San Fernando, en la que obtuvo el premio en esa disciplina en el año 1781. Fallecido Prieto, siguió trabajando con Pedro González de Sepúlveda, del que era pariente. Trabajó en la Real Casa de la Moneda. Se desempeñó, por último, como grabador en el taller del rey con su cuñado, Joaquín Biruete, armero real. Falleció en Madrid en 1791.